# 효암서원
효암서원(孝岩書院)은 대한민국 충청남도 논산시 가야곡면 산노리에 있는 서원이다. 1984년 5월 17일 충청남도의 문화재자료 제87호로 지정되었다.

## 개요
강응정을 중심으로 양응춘·김문기·김성휘·김필해·남준 등을 기리기 위해 지은 서원이다.
강응정은 조선 전기 문신이며 학자이다. 성균관 유생시절 향약을 만들었으며 효행이 지극하여 효자 정문을 세우기도 했다.
이 서원은 본래 강응정을 모시기 위해 두월리에 세운 것으로 원래 이름은 갈산사였다. 임진왜란 때 불타 없어졌고, 숙종 39년(1713) 지금 있는 자리에 다시 지어 효암서원이라 하였다. 서익·양응춘·김문기·김성휘·김필해·남준을 추가로 배향하여 오다가, 고종 4년(1867) 서익은 행림서원으로 옮겼다. 고종 5년(1868) 흥선대원군의 서원철폐령으로 폐쇄되었다가 1925년 사우를 복원하였다.
사우는 앞면 3칸·옆면 2칸 규모이다.
외삼문 앞에 강응정 선생의 정려가 있으며, 성종이 직접 쓴 사액현판을 보존하고 있다.

## 참고 문헌
- 효암서원 - 국가유산청 국가유산포털